# Kohlstorf
Das Dorf Kohlstorf ist ein Gemeindeteil des Marktes Arnstorf im Landkreis Rottal-Inn in Bayern. 

## Geografische Lage
Die Landschaft um Kohlstorf wird dem Isar-Inn-Hügelland zugerechnet. Kohlstorf liegt im Kollbachtal, das sich zwischen dem Rott- und dem Vilstal erstreckt, etwa 2,5 km nordöstlich von Arnstorf an der Staatsstraße 2115.

## Geschichte
Durch das Gemeindeedikt in Bayern entstand 1818 die selbständige Gemeinde Kohlstorf mit den Orten Kohlstorf, Henning, Knockenthal, Kreiling, Kühblei, Langhub, Sägmühl, Schachtenmann, Unterschachten und Winchen. 
Am 1. Mai 1978 wurde die Gemeinde im Zuge der Gebietsreform in Bayern nach Arnstorf eingegliedert.